# Nino Serdarušić
Nino Serdarušić (* 13. Dezember 1996 in Zagreb) ist ein kroatischer Tennisspieler.

## Karriere
Nino Serdarušić spielt hauptsächlich auf der ATP Challenger Tour und der ITF Future Tour. Sein Debüt im Doppel auf der ATP World Tour gab er im Juli 2014 bei den Vegeta Croatia Open Umag, wo er an der Seite von Dino Marcan antrat, jedoch in der Auftaktrunde gegen Pablo Cuevas und Horacio Zeballos im Match-Tie-Break verlor.
2021 gab er sein Debüt für die kroatische Davis-Cup-Mannschaft.

## Erfolge
| Legende (Anzahl der Siege)  |
| Grand Slam                  |
| ATP World Tour Finals       |
| ATP World Tour Masters 1000 |
| ATP World Tour 500          |
| ATP World Tour 250 (1)      |
| ATP Challenger Tour (4)     |

| ATP-Titel nach Belag |
| Hartplatz (0)        |
| Sand (1)             |
| Rasen (0)            |

### Doppel

#### Turniersiege

##### ATP World Tour
| Nr. | Datum         | Turnier | Belag | Partner   | Finalgegner                     | Ergebnis           |
| --- | ------------- | ------- | ----- | --------- | ------------------------------- | ------------------ |
| 1.  | 29. Juli 2023 | Umag    | Sand  | Blaž Rola | Simone Bolelli Andrea Vavassori | 4:6, 7:62, [15:13] |

##### ATP Challenger Tour
| Nr. | Datum              | Turnier    | Belag | Partner        | Finalgegner                     | Ergebnis           |
| --- | ------------------ | ---------- | ----- | -------------- | ------------------------------- | ------------------ |
| 1.  | 11. September 2021 | Banja Luka | Sand  | Antonio Šančić | Ivan Sabanov Matej Sabanov      | 6:3, 6:3           |
| 2.  | 25. März 2023      | Zadar      | Sand  | Manuel Guinard | Ivan Sabanov Matej Sabanov      | 6:4, 6:0           |
| 3.  | 17. Mai 2025       | Zagreb     | Sand  | Matej Dodig    | Luka Mikrut Mili Poljičak       | 6:4, 6:4           |
| 4.  | 21. Juni 2025      | Royan      | Sand  | Matej Dodig    | Adil Kalyanpur Parikshit Somani | 7:5, 6:74, [12:10] |